# Marmennill
Marmennill är i isländsk folktro ett havsväsen som liksom sjöjungfrun har en människas överkropp och en fiskstjärt som underkropp. Varelsen menades ha förmågan att förutspå framtiden. Den kvinnliga motsvarigheten kallades Margygur och en motsvarande varelse i Sverige och Danmark kallades Havmannen.
Fantasy-författaren David Bilsborough skriver i sin bok A Fire in the North om varelser han kallar Marmenniller.